# Зимбабве на Сурдлимпийских играх
Зимбабве участвует в летних Сурдлимпийских играх с Игр 1993 года (не участвовали в Играх 1997—2022 годов), в зимних Сурдлимпийских играх до настоящего времени не участвовали. По состоянию на настоящее время, медалей на Играх ещё не выигрывали.